# Галерея Дарю
406-й зал Лувра (до 2018 года — зал B галереи Денон) или Галерея Дарю (фр. Galerie Daru) является частью Нового Лувра Наполеона III (1854—1857). Вместе с симметричной ей Галереей Микеланджело, галерея Дарю предназначалась для экспозиции скульптур Парижского Салона. В настоящее время в галерее выставлены предметы греческой и римской античности, в их числе Боргезский борец.

## История галереи
В 1864—1870 годах в Галерее Дарю выставлялась репродукция (метод гальванопластики) Колонны Траяна.
В галерее висят две памятные таблички:
- В мае 1871 года Henri Barnet de Jouy, хранитель музея Лувра, Antoine Héron de Villefosse, атташе департамента Античности, Léon Morand, начальник административного бюро музеев, своей храбростью и своими действиями обеспечили внутреннюю оборону Лувра и сохранили для Франции принадлежащие ей коллекции искусства.
- 24 мая 1871 года Martian de Bernardy de Sigoyer, командир 26-го пехотного полка, своими энергичными действиями спас от пожара дворец и государственные коллекции Лувра.

В 2010 году Галерея Дарю была закрыта на время стройки новых залов Исламской коллекции Лувра. В это время был полностью разобран пол галереи, под самой галереей выкопали котлован под новые залы Лувра (глубина 8 метров), после чего воссоздали перекрытия и восстановили исторический пол галереи.

## Коллекция Лувра
В Галерее Дарю выставлены шедевры коллекции Боргезе, папской коллекции, коллекции маркиза Кампана, а также предметы, найденные во время археологических раскопок, проводимых Лувром в Италии в XIX веке.

### Коллекция Боргезе
Вокруг Боргезского борца и Вазы Боргезе выставлены скульптуры, некогда украшавшие Римскую виллу Пинчио, а также римские портреты, обнаруженные в Габии, недалеко от Рима. В 1807 году коллекцию Боргезе целиком купил Наполеон I.

### Папская коллекция
Выставленная в Галерее Дарю папская коллекция была в 1798 году конфискована согласно Толентинскому договору. В 1815 году коллекция была подарена Римским папой Лувру.

### Коллекция Кампана
В 1863 году Наполеон III выкупил остатки коллекции маркиза Кампана. В галерее Дарю выставлены находившиеся в этой коллекции римские портреты и саркофаги.

## Галерея
- Боргезский борец
- Ваза Боргезе
- Аполлон Кифаред из Помпей
- Статуя императора Клавдия из Габия
- Саркофаг с изображением Аполлона и Марсия